# 93e régiment d'infanterie anhaltais
Pour les articles homonymes, voir 93e régiment.

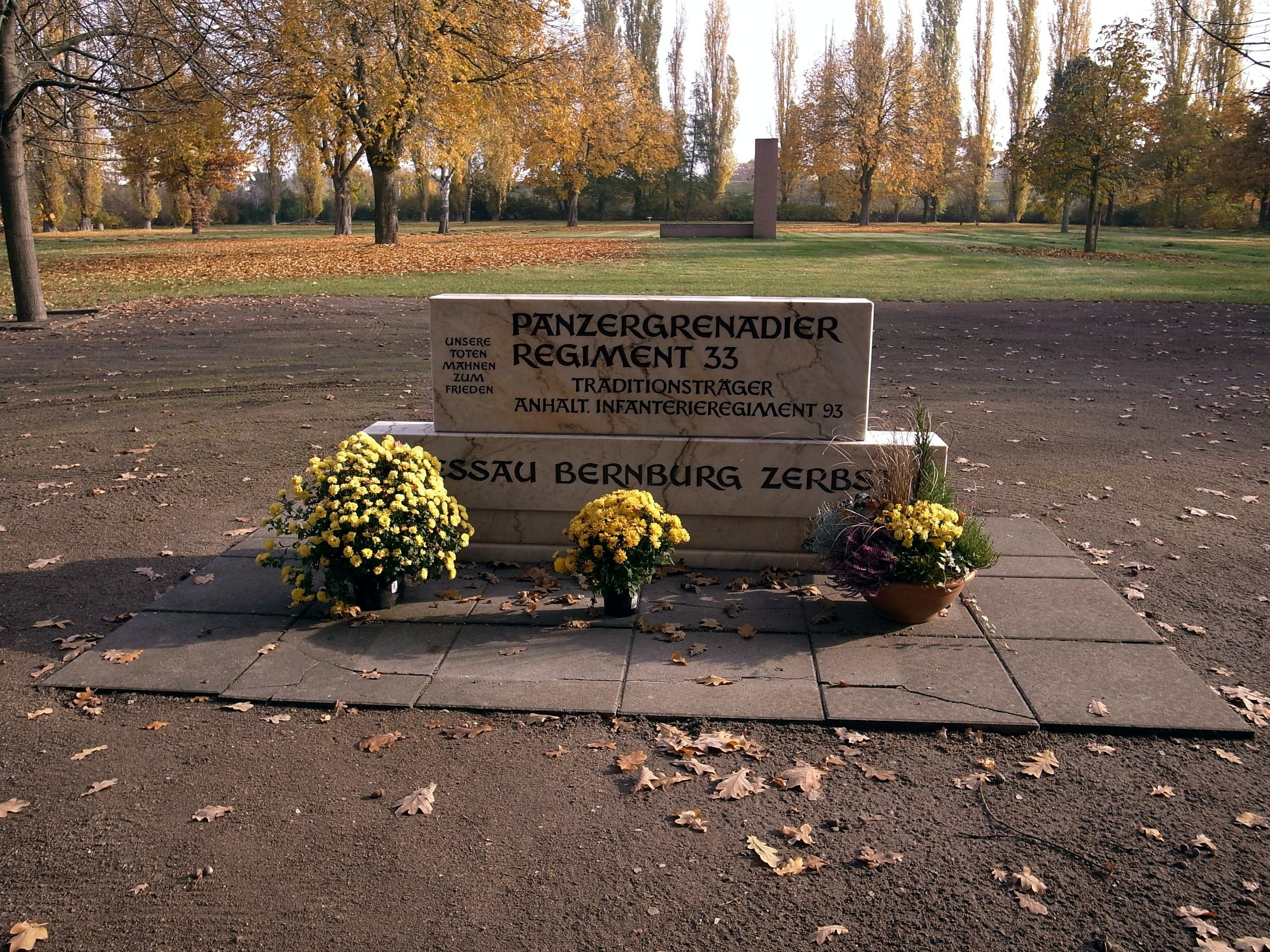
Pierre commémorative sur le cimetière honorifique de Dessau

Le 93e régiment d'infanterie anhaltais est une unité d'infanterie de l'armée prussienne.

## Histoire

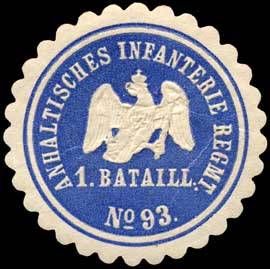
Marque de sceau du 93e régiment d'infanterie anhaltais, 1er bataillon

Le régiment retrace son histoire jusqu'à la création d'un contingent commun de troupes anhaltaises par les duchés d'Anhalt-Dessau, d'Anhalt-Bernbourg et d'Anhalt-Köthen après l'adhésion des trois États anhaltais à la confédération du Rhin sur ordre de Napoléon le 22 mai 1807. 350 hommes de Dessau, 240 de Bernbourg et 210 de Köthen sont mobilisés, répartis en cinq compagnies et placés sous la direction du duc d'Anhalt-Dessau. La 1re compagnie est basée à Dessau, la 2e compagnie à Zerbst, la 3e compagnie à Köthen et les 4e et 5e compagnies à Bernbourg, la 5e compagnie étant composée de membres des trois duchés. Le commandant est le colonel von Chambaud.
En 1807, le régiment combat du côté français contre la Prusse et la Russie. À l'été 1808, l'unité est portée à six compagnies de 140 hommes chacune. Y compris l'état-major du régiment, le régiment compte désormais 860 hommes. Il est utilisé à partir de février 1809 au Tyrol contre l'Autriche et à partir de mars 1810 en Espagne. Le contingent engagé en Espagne est presque entièrement fait prisonnier le 14 septembre 1810 à La Bisbal et est en partie interné à Tarragone, en partie par les Anglais à Majorque et en Écosse. Les derniers survivants ne rentrent chez eux qu'en avril 1814.
Quelques dizaines de rapatriés d'Espagne sont incorporés au régiment nouvellement formé en 1811, qui prend part à la campagne de Napoléon en 1812 contre la Russie dans une division de réserve de l'armée russe. De Wilna, ils assurent la retraite en arrière-garde. Leurs restes servent en 1813 de garnison pour la forteresse de Dantzig, qui est assiégée par les Russes. Les membres du régiment anhaltais reçoivent l'ordre de retourner aux côtés des Alliés à la fin de 1813 après le changement des ducs d'Anhalt.
Pour la campagne d'automne 1813, les duchés d'Anhalt forment un régiment de cavalerie (chasseurs) de 500 hommes aux côtés de Napoléon, qui est pourtant déjà écrasé lors de son premier déploiement.
À partir de janvier 1814, les troupes anhaltaises, un régiment formé de trois bataillons, participent à la campagne de France. Mobilisé à nouveau après le retour de Napoléon, il est à nouveau engagé à partir de mars 1815 et rentre définitivement dans ses garnisons en décembre 1815. Après 1815, l'Anhalt fournit un régiment de 1 224 hommes dans le cadre de l'armée fédérale allemande (Anhalt-Dessau 529 hommes, Anhalt-Bernbourg 370 hommes, Anhalt-Köthen 325 hommes), plus 612 hommes en réserve. Le régiment est incorporé à la 2e division du 9e corps d'armée fédéral.
L'armée anhaltaise participe à la première guerre de Schleswig avec deux bataillons, un de Dessau et un de Köthen et Bernbourg. À partir de 1854, il y a un bataillon chacun à Dessau et Bernbourg, et une compagnie chacun à Zerbst et Köthen, qui sont sous le commandement à Dessau.
Après l'unification des États anhaltais en 1863, l'armée est également regroupée en un «régiment d'Anhalt» unifié, qui est divisé en deux bataillons de fusiliers de quatre compagnies et un détachement de tireurs d'élite de deux compagnies.
Ils ne participent pas à la guerre contre le Danemark en 1864. Lors de la guerre austro-prussienne de 1866, le régiment est d'abord utilisé dans l'occupation de Torgau et de Wittemberg, mais est ensuite affecté à la 8e division d'infanterie prussienne, avec laquelle il entre en Bavière au sein de l'armée du Main. En passant par Bayreuth, il progresse jusqu'à Nuremberg où il reste jusqu'à l'armistice du 2 août.
En 1867, Anhalt conclut une convention militaire avec la Prusse, par laquelle l'unité est incorporée à l'armée prussienne sous le nom de 93e régiment d'infanterie anhaltais. Parallèlement, un 3e bataillon est créé et se voit attribuer Zerbst comme lieu de garnison. Le 1er bataillon se trouvait à Dessau, le 2e bataillon à Bernbourg. Le commandant du régiment est le colonel von Krosigk. Pendant la guerre franco-prussienne, le régiment est utilisé, entre autres, dans le siège de Paris.
Pendant les années de paix de 1871 à 1914, les compagnies sont réorganisées et confiées à des régiments d'infanterie nouvellement formés. À l'automne 1898, le 2e bataillon est transféré de Bernbourg à Zerbst.

### Première Guerre mondiale

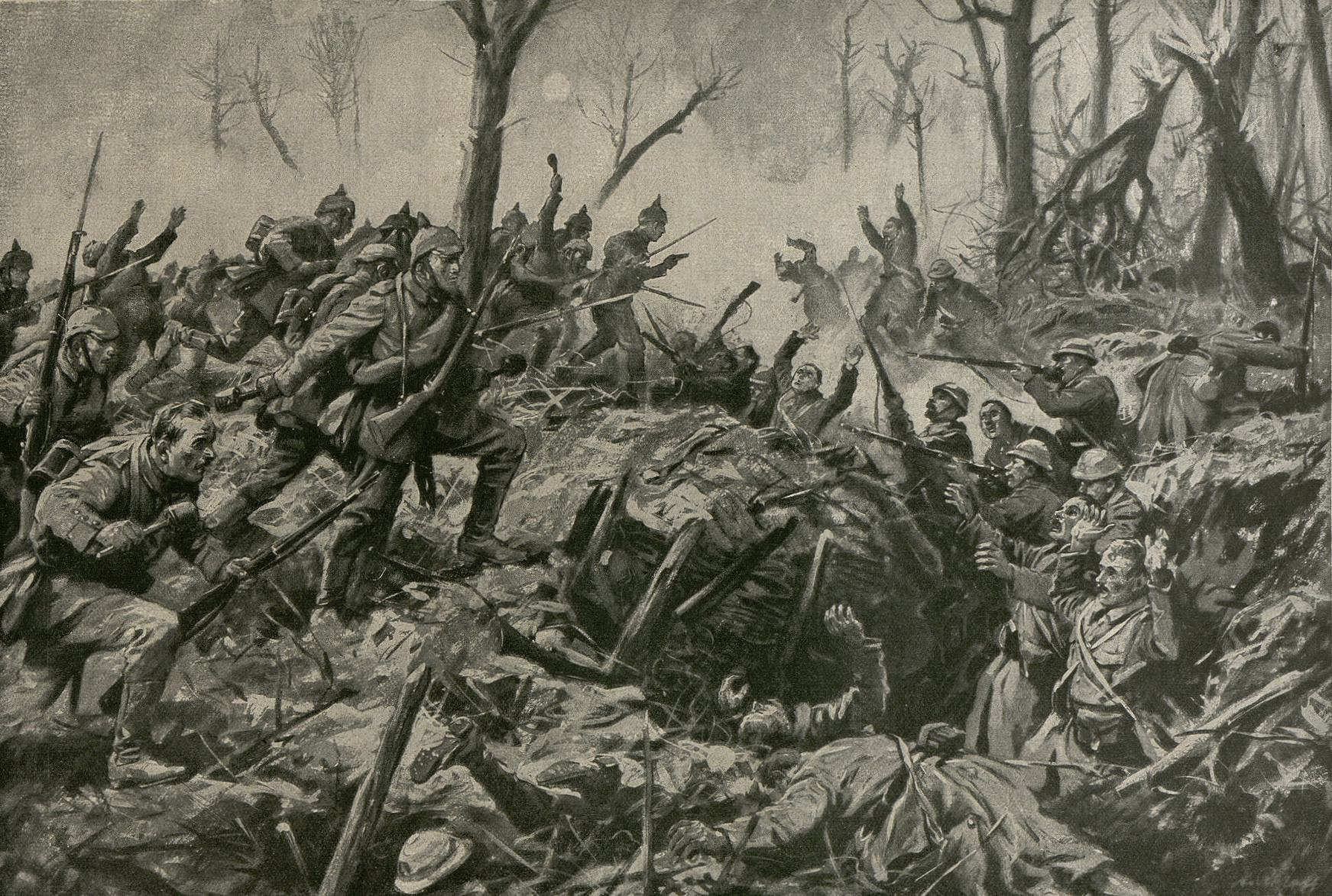
Lors des Combats du Bois-le-Prêtre en janvier 1917.

Au début de la Première Guerre mondiale, le régiment est mobilisé le 2 août 1914 en tant que partie de la 15e brigade d'infanterie (de) de la 8e division d'infanterie et est utilisé pendant la guerre exclusivement sur le front occidental. Lors des batailles de Flandres et d'Artois, le régiment est brièvement subordonné à la 16e brigade d'infanterie du 29 octobre au 4 novembre 1914 et en fit partie à partir du 21 mars 1915 jusqu'à la fin de la guerre. Début septembre 1918, l'unité reçut sa propre compagnie MW. Lors de la bataille défensive entre Cambrai et Saint-Quentin, les trois bataillons sont formés en deux compagnies de combat chacun. Après de lourdes pertes, le 3e bataillon est dissous le 2 novembre 1918. À partir de ce moment, le régiment se forme en deux bataillons de trois compagnies chacun, avec une compagnie de mitrailleuses et une compagnie de lance-mines.

### Après-guerre
Après la fin de la guerre, le régiment est d'abord démobilisé à Dessau à partir du 22 décembre 1918, le 2e bataillon à Zerbst à partir du 9 janvier 1919, puis finalement dissous. Des parties sont passées au détachement de volontaires Pavel, qui est engagé dans la Garde-frontière Est. Le bataillon de volontaires d'Anhalt est formé à partir d'autres parties en mars 1919 et l'ancienne compagnie MW rejoint le détachement de volontaires de Thümmel. Les deux dernières formations sont fusionnées dans le 49e régiment de fusiliers de la Reichswehr provisoire en juillet 1919.
Dans la Reichswehr, la tradition est reprise par la 2e compagnie du 12e régiment d'infanterie à Zerbst, par décret du 24 août 1921 du chef du commandement de l'armée, le général d'infanterie Hans von Seeckt. Dans la Wehrmacht, le 33e régiment d'infanterie poursuit la tradition.
Des fragments de la tradition du régiment d'infanterie se trouvent dans le département Dessau des archives d'État de Saxe-Anhalt.

## Chefs de régiment
| Grade                  | Nom                   | Date                            |
| ---------------------- | --------------------- | ------------------------------- |
|                        | Léopold IV d'Anhalt   | 1er octobre 1867 au 22 mai 1871 |
| General der Infanterie | Frédéric Ier d'Anhalt | 23 août 1876 au 24 janvier 1904 |
| General der Kavallerie | Frédéric II d'Anhalt  | 2 avril 1904 au 21 avril 1918   |
| Generalmajor           | Édouard d'Anhalt      | 21 avril au 13 septembre 1918   |

## Commandants
| Grade                 | Nom                                      | Date                                                |
| --------------------- | ---------------------------------------- | --------------------------------------------------- |
| Oberst                | Ernst von Krosigk (de)                   | 25 juillet 1867 au 16 juin 1871                     |
| Oberstleutnant        | Alwin von Loos (de)                      | 20 juin au 3 novembre 1871 (chargé de la direction) |
| Oberstleutnant/Oberst | Alwin von Loos                           | 4 novembre 1871 au 2 août 1876                      |
| Oberst                | Barthold von Ditfurth                    | 3 août 1876 au 27 novembre 1879                     |
| Oberst                | August Brunsig von Brun (de)             | 28 novembre 1879 au 12 mars 1884                    |
| Oberst                | Rudolf von Oetinger (de)                 | 13 mars 1884 au 3 août 1888                         |
| Oberstleutnant        | Florens von Heydwolff (de)               | 4 août au 12 novembre 1888 (chargé de la direction) |
| Oberst                | Florens von Heydwolff                    | 13 novembre 1888 au 21 août 1891                    |
| Oberst                | Ludwig von Wildenbruch (de)              | 22 août 1891 au 28 juin 1895                        |
| Oberst                | Friedrich von Kracht (de)                | 29 juin 1895 au 21 avril 1898                       |
| Oberst                | Hans von Frankenberg und Proschlitz (de) | 22 avril 1898 au 29 septembre 1901                  |
| Oberst                | Kurt von Sanden (de)                     | 30 septembre 1901 au 9 avril 1906                   |
| Oberst                | Bertrand von Monts                       | 10 avril 1906 au 21 mars 1910                       |
| Oberst                | Reinhard von Dalwigk zu Lichtenfels      | 22 mars 1910 au 21 mars 1913                        |
| Oberst                | Hans von der Esch (de)                   | 22 mars au 7 décembre 1913                          |
| Oberst                | Louis von Arnim (de)                     | 8 décembre 1913 au 26 août 1914                     |
| Major                 | Hermann von Balcke                       | 26 août 1914 au 12 septembre 1914                   |
| Oberstleutnant        | Gustav Faelligen (de)                    | 12 septembre 1914 au 17 juillet 1915                |
| Major                 | von Huth                                 | 17 juillet 1915 au 7 août 1915                      |
| Oberstleutnant        | Gustav Faelligen                         | 7 août 1915 au 12 novembre 1915                     |
| Major                 | Gündell                                  | 12 novembre 1915 au 13 décembre 1915                |
| Oberstleutnant        | Gustav Faelligen                         | 13 décembre 1915 au 12 décembre 1917                |
| Oberstleutnant        | Louis Sichart von Sichartshoff           | 12 décembre 1917 au 24 janvier 1919                 |

## Anecdote
Dans le film de 2005 Joyeux Noël, qui traite de la Trêve de Noël 1914, le 93e régiment est présent du côté allemand. Les soldats de ce régiment portent sur leur casque à pointe le numéro 93.